# Чике-Таман
Чике-Тама́н (алт. чике «прямой» + алт. таман «подошва» — букв. «прямая подошва») — горный перевал на 659 км Чуйского тракта. Высота перевала — 1295 м, подъём, спуск — 4 км. На вершине перевала есть смотровая площадка. С 1996 года перевал объявлен памятником природы Республики Алтай.

## История
До начала XX века дорога через перевал проходила в другом месте, изыскания археологов выявили следы древней дороги, датируемой X−XII векам. До начала XX века через Чике-Таман вела конно-тележная тропа с 34 крутыми и опасными поворотами при подъёме. Со смотровой площадки современной дороги ещё виден этот путь, ставший тропинкой, поросшей растительностью.
В 1903 году было завершено строительство новой дороги через перевал, а после дополнительной реконструкции, произведённой в 1924−1925 годах, стало возможным и автомобильное движение через Чике-Таман. Тогда насчитывалось 47 зигзагов. В 1926 году были произведены дополнительные изыскательные работы, и решено было строить новую дорогу не на месте существующей, а по старой дороге, которая проходила по самому низкому месту. В 1927 году была закончена прокладка новой трассы со щебёночным покрытием. Работы по прокладке современной дороги были чрезвычайно трудоёмкими. Пришлось переместить более 500 тысяч тонн грунта, взорвать около десятка скал, расширять и насыпать дорогу. Новая трасса была введена в строй в 1984 году.

## Фотографии

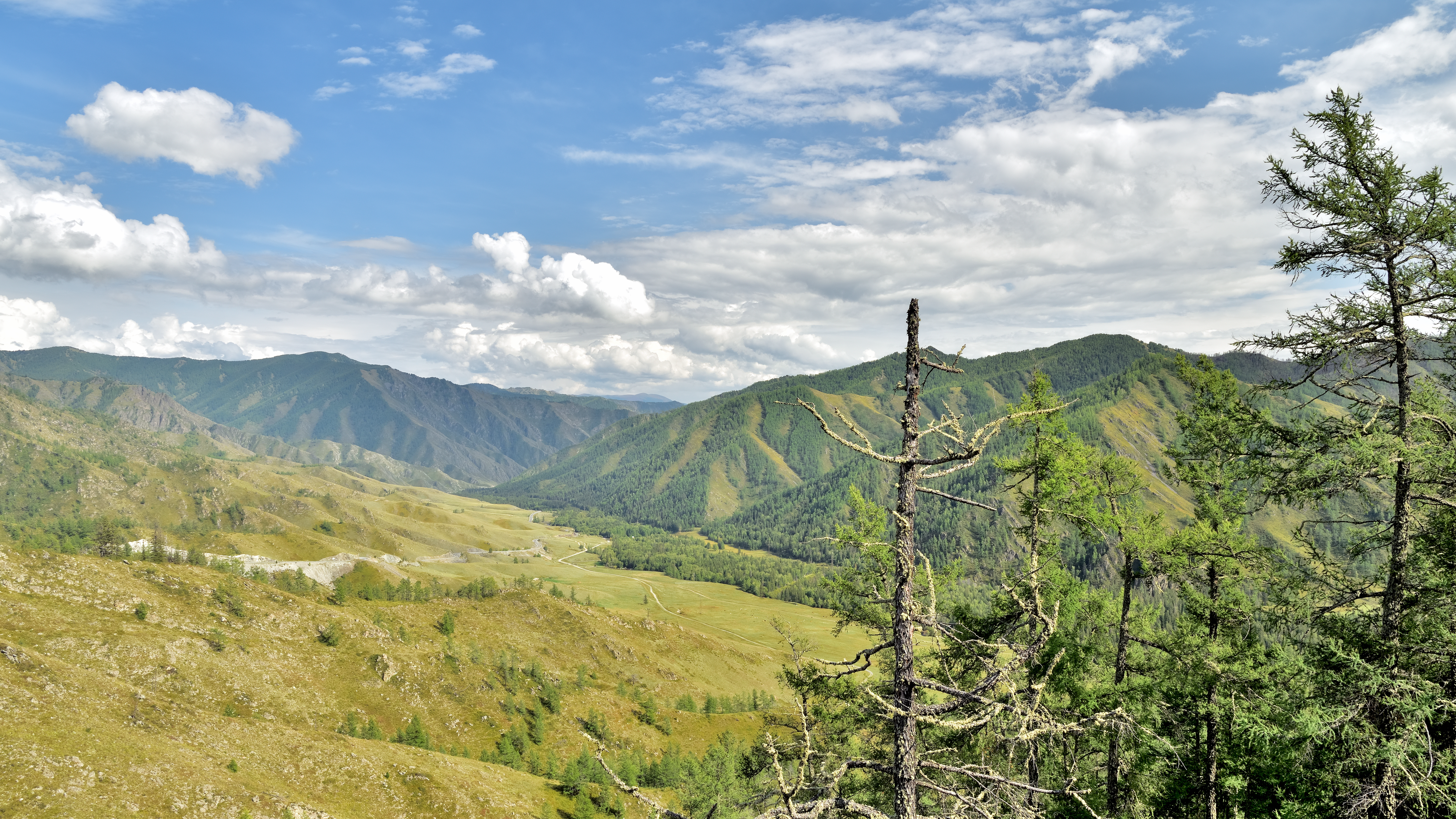
Панорама с перевала в южном направлении
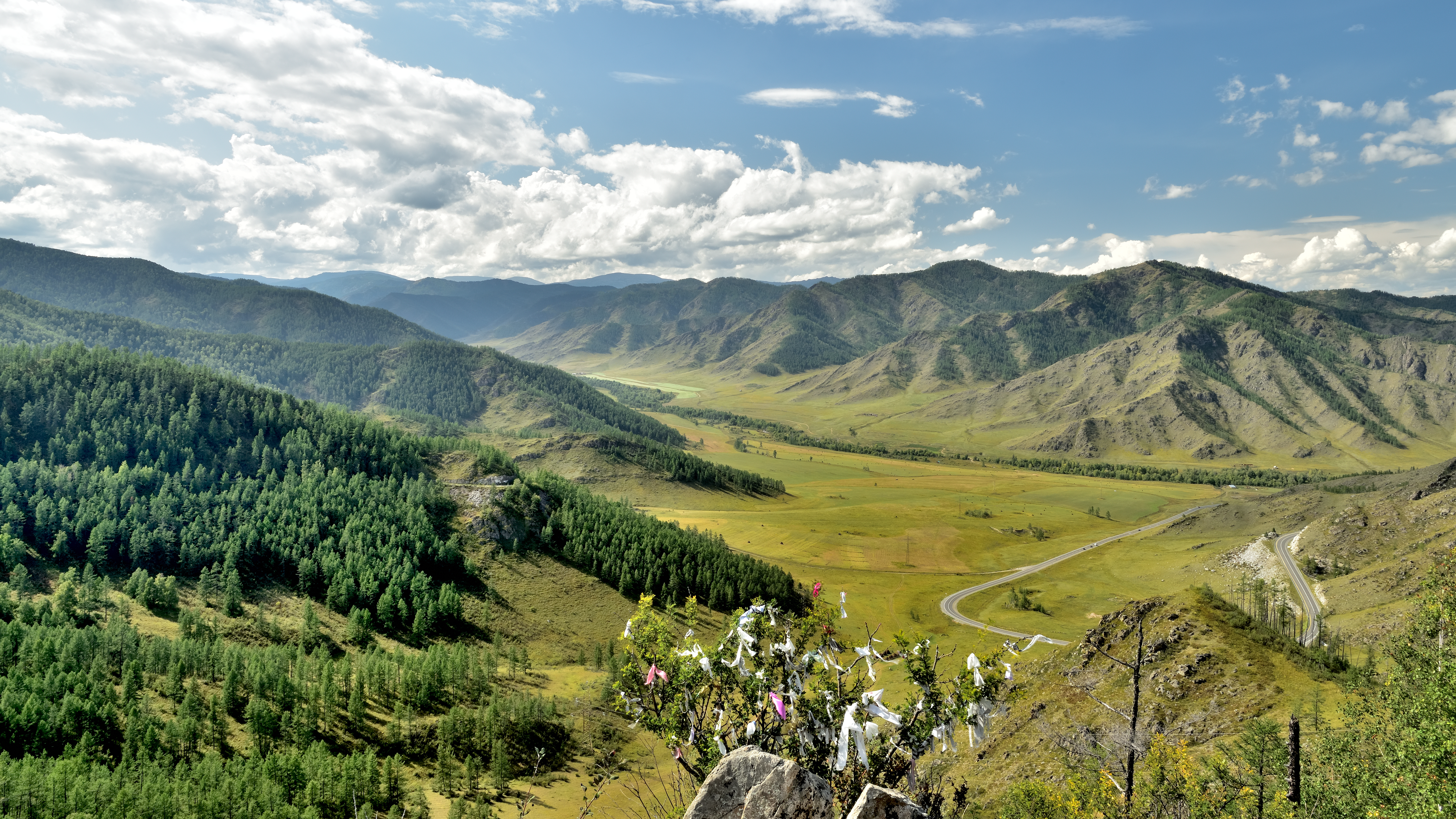
Панорама с перевала в северном направлении
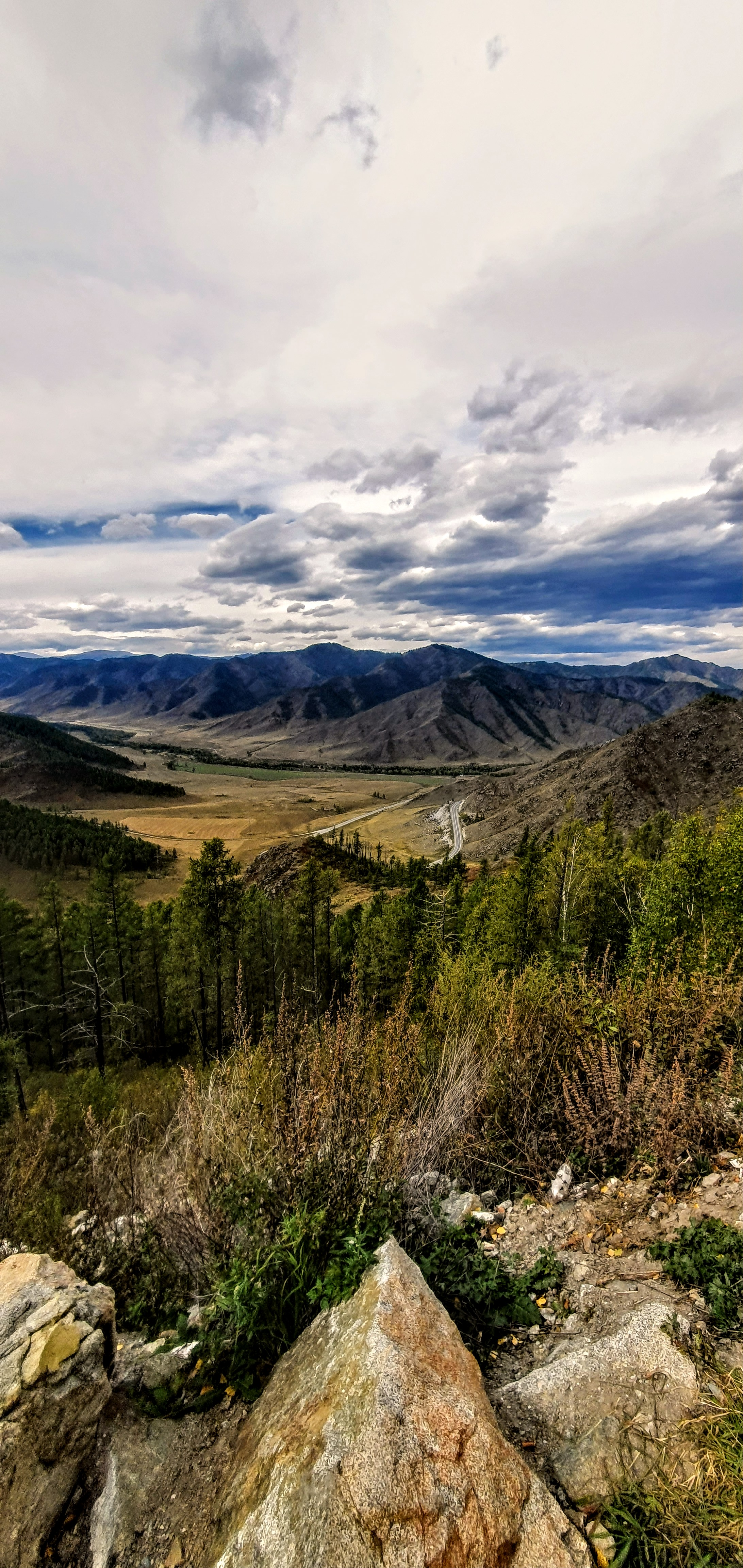
Перевал Чике Таман